# I like America and America likes Me
I like America and America likes Me (littéralement : J'aime l'Amérique et l'Amérique m'aime) est une performance de l'artiste allemand Joseph Beuys.

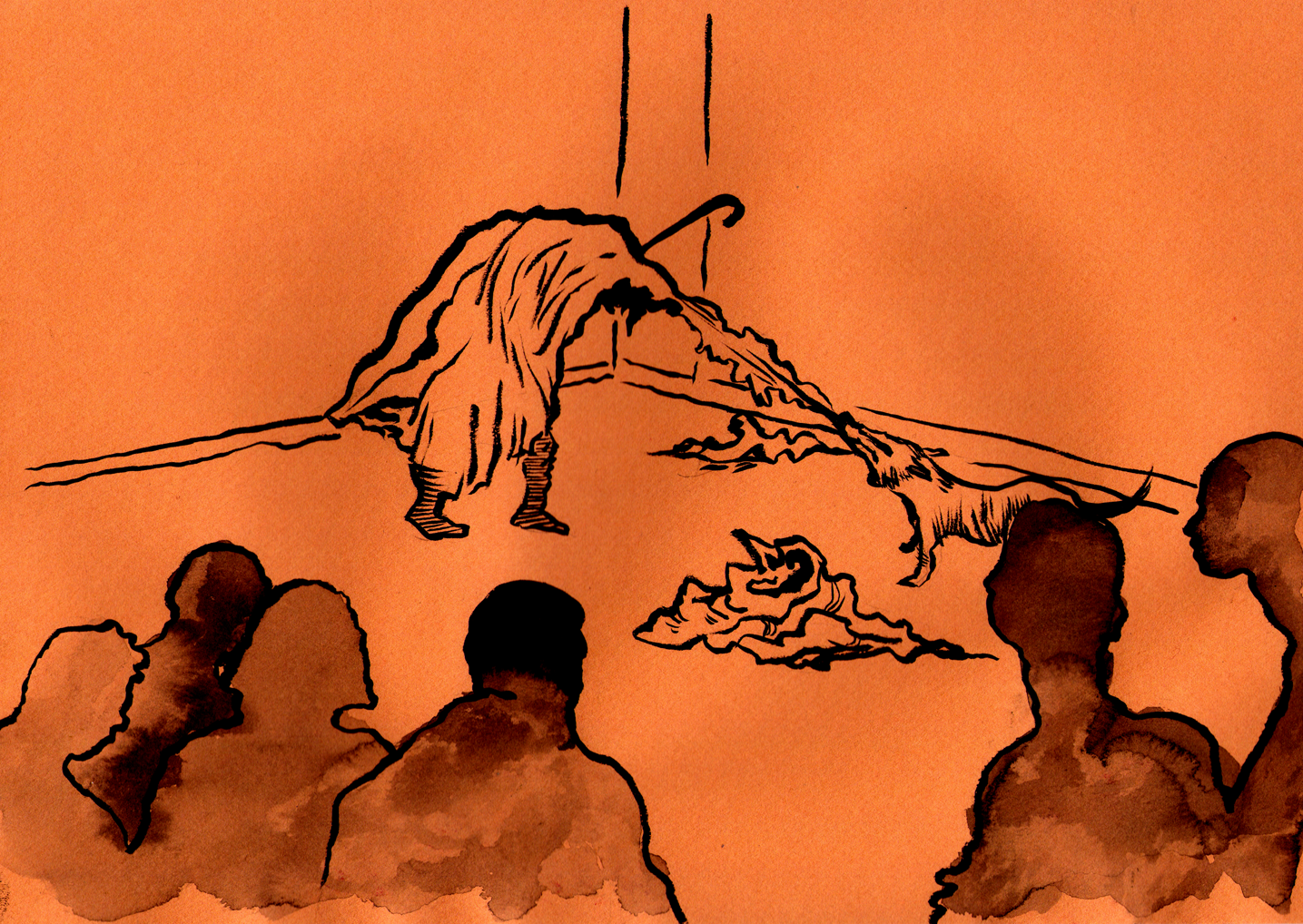
Joseph Beuys : I like America and America likes Me (reconstitution).

L'action a eu lieu du 21 au 25 mai 1974 à la galerie René Block à New York.

## Origine de la performance
En mai 1974, le galeriste allemand et ami René Block — qui travaille avec Joseph Beuys depuis plus de dix ans — réussit à le faire venir à New York pour y inaugurer sa galerie dans le quartier bohème de SoHo à Manhattan. La galerie était située au 409 West Broadway, à l'ombre des tours jumelles du World Trade Center, site que Joseph Beuys avait d'ailleurs publié la même année sur une carte postale en multiple avec des ajouts manuscrits et titré « Cosmos und Damian », du nom des deux saints Côme et Damien.

## Contexte mythologique
Un animal, un coyote, participe à la performance qui dure trois jours. Le coyote appartient à une espèce de chien originaire d'Amérique du Nord, qui ressemble, en plus petit, à un loup. Cet animal est vénéré par les Amérindiens comme un animal sacré et joue un rôle actif dans la création du monde, dans le mythe de la création des indigènes d'Amérique du Nord. En  organisant cette performance avec cet animal sacré pour certaines populations amérindiennes, Joseph Beuys incarne la rencontre entre l’homme moderne et une spiritualité perdue. Cet animal ayant lui aussi été exterminé, c'est aussi une façon de confronter les habitants des États-Unis au massacre des populations autochtones d’Amérique du Nord

## Contexte culturel
L'action I like America and America likes Me a lieu à un moment où la population nord-américaine est secouée par les conséquences de la crise pétrolière de 1973 et de l'affaire du Watergate. C'est aussi l'époque de la Guerre du Viêt Nam, engagée depuis 1955 et qui génère, au sein de la société américaine où elle est de plus en plus impopulaire, comme dans le monde entier, une opposition croissante.
Plus ancien, le conflit ou, comme Beuys l'appelait, « le traumatisme américain », entre les Amérindiens et les anciens conquérants européens, a duré de la première guerre de 1622 à Jamestown dans l'actuel État de Virginie, jusqu'au XXe siècle. Ce conflit avec les populations amérindiennes n'est pas pour autant en 1974 de l'histoire ancienne. En février 1973, des membres de l'organisation de résistance indienne American Indian Movement, ainsi que des sympathisants de la réserve de Pine Ridge, ont occupé le village de Wounded Knee, proclamé la nation Oglala indépendante, et demandé le respect des traités conclus par le passé.

## L'action
L'action commence et se termine à Düsseldorf en Allemagne. Tant pour l'aller que pour le retour, Beuys est transporté entre son domicile et l'aéroport en ambulance, emmitouflé dans une couverture en feutre qu'il ne quitte pas pendant tout le voyage,.
Arrivé à l'aéroport John F. Kennedy, Beuys est toujours complètement enveloppé dans son étoffe en feutre, car, a-t-il déclaré, « il ne veut pas voir l'Amérique et désire être isolé du monde extérieur » et est embarqué dans une ambulance, sans mettre le pied au sol, car il refuse de poser le pied aux États-Unis tant que dure la guerre du Viêt Nam. Il est conduit à la galerie d'exposition, où il a va passer plusieurs jours dans une salle en seule compagnie d'un coyote capturé dans le désert du Texas,.
Au cours de l'action, tel un berger avec son bâton et enveloppé dans sa cape, Beuys joue avec le coyote qui déchire la cape. Beuys reçoit le Wall Street Journal que l'animal préfère à la paille qui lui était destinée. Il s'y installe confortablement et fait parfois ses besoins dessus. Beuys dispose de la paille, de sa toile en feutre, de son bâton du berger, d'une lampe torche et d'un triangle sur lequel il joue parfois. Le coyote, initialement effrayé et agressif, gagne progressivement en confiance et finit par établir une relation avec l'humain. En guise d'adieu, Beuys étreint le loup des prairies et éparpille la paille sur laquelle ils avaient partagé le campement. L'artiste s'enveloppe ensuite dans du feutre et est ramené à l'aéroport en ambulance sans avoir porté un seul regard sur l'Amérique, à l'exception du coyote, des numéros du Wall Street Journal et de l'espace de la galerie,.

## Film
La performance a été filmée par Helmut Wietz (d) qui. en a réalisé un court métrage partiellement en couleurs d'une durée de 37 minutes et titré du même nom que la performance.